# Relaciones Brunéi-Venezuela
Las relaciones Brunéi-Venezuela se refieren a las relaciones internacionales que existen entre Brunéi y Venezuela.

## Historia
El 23 de diciembre de 2008, Venezuela suscribió un acuerdo sobre el funcionamiento y el estatuto del Foro de Países Exportadores de Gas con varios Estados en Moscú, Rusia. Los Estados Partes decidieron reestructurar el Foro, y el acuerdo estuvo abierto para ser accedido por Brunéi, al igual que otros países.

## Misiones diplomáticas
- Venezuela cuenta con una embajada concurrente en Kuala Lumpur, Malasia.[2]